# Sharpe (televisieserie)
Sharpe is een Britse televisieserie uit 1993-1997, gebaseerd op de boeken van Bernard Cornwell. Het verhaal is tot filmscript bewerkt door Eoghan Harris, Charles Wood, Nigel Kneale en Russell Lewis. De serie is geregisseerd door Tom Clegg.
Het titelpersonage van de serie is de door Sean Bean gespeelde Richard Sharpe, een officier van het Britse leger ten tijde van de napoleontische oorlogen. Door zijn moedige optreden klimt hij geleidelijk in rang en aanzien. De gevechtshandelingen spelen zich af in Portugal, Spanje, Frankrijk, Engeland en België. Zo'n tien jaar later is een tweetal delen aan deze serie toegevoegd die zich in India afspelen.
De serie, die door Broadcast Magazine betiteld wordt als "one of the Top Ten UK television series ever made", bestaat uit de volgende delen:
| Aflevering | Titel              | Jaar | Plaats van handeling        | Periode | Rang van Sharpe  |
| ---------- | ------------------ | ---- | --------------------------- | ------- | ---------------- |
| 1          | Sharpe's Rifles    | 1993 | Portugal, Spanje            | 1809    | Sgt -> Lt        |
| 2          | Sharpe's Eagle     | 1993 | Spanje                      | 1809    | Lt -> Kpt        |
| 3          | Sharpe's Company   | 1994 | Portugal, Spanje            | 1812    | Kpt -> Lt -> Kpt |
| 4          | Sharpe's Enemy     | 1994 | Portugal                    | 1813    | Kpt -> Maj       |
| 5          | Sharpe's Honour    | 1994 | Spanje                      | 1813    | Maj              |
| 6          | Sharpe's Gold      | 1995 | Spanje                      | 1813    | Maj              |
| 7          | Sharpe's Battle    | 1995 | Spanje                      | 1813    | Maj              |
| 8          | Sharpe's Sword     | 1995 | Spanje                      | 1813    | Maj              |
| 9          | Sharpe's Regiment  | 1996 | Spanje, Engeland            | 1813    | Maj              |
| 10         | Sharpe's Siege     | 1996 | Spanje, Frankrijk           | 1813    | Maj              |
| 11         | Sharpe's Mission   | 1996 | Frankrijk                   | 1813    | Maj              |
| 12         | Sharpe's Revenge   | 1997 | Frankrijk, Engeland, Italië | 1814    | Maj              |
| 13         | Sharpe's Justice   | 1997 | Frankrijk, Engeland         | 1814    | Maj              |
| 14         | Sharpe's Waterloo  | 1997 | België                      | 1815    | Maj -> Lt.Kol    |
| 15         | Sharpe's Challenge | 2006 | Frankrijk, Engeland, India  | 1817    | Kol              |
| 16         | Sharpe's Peril     | 2008 | India                       | 1818    | Kol              |

## Personages
Aan de serie werkten 214 verschillende acteurs mee, onder wie een aantal zeer bekende. In volgorde van verschijnen:
- Assumpta Serna (afl.1-4) als Sharpe's geliefde Commandante Teresa Moreno
- Brian Cox (afl.1-2) als Maj.Hogan
- Daniel Craig (afl.2) als Lt.Berry
- Michael Cochrane als (afl.2,8-9,15-16) als de verachtelijke Kol. Sir Henry Simmerson
- Pete Postlethwaite (afl.3-4) als de gehate Sgt.Obadiah Hakeswill
- Michael Byrne (afl.3-5) als Maj.Nairn
- Elizabeth Hurley (afl.4) als Lady Farthingale
- Féodor Atkine (afl.4-5,10,12) als de grootste tegenstander Maj.Pierre Ducos
- Philip Whitchurch (afl.4,10,12) als Kpt.William Frederickson
- Benjamin Soames (afl.5) als Trumper Jones, Hugh Ross (afl.6-8) als Maj.Mungo Munro
- Ian McNeice (afl.7) als Wagonmaster Runciman, John Kavanagh (afl.8) als Father Curtis
- James Laurenson (afl.9-12) als Maj.Gen.Hector Ross
- Abigail Cruttenden (afl.9-14) als Sharpe's echtgenote Jane Gibbons
- Cécile Paoli (afl.12,14) als Sharpe's geliefde Lucille Dubert-Maillot
- Paul Bettany (afl.14) als Prince William of Orange.

### Dubbelrollen
In de serie zijn er verschillende dubbelrollen. Julian Fellowes, die getekend heeft voor Downton Abbey, speelt zowel Major Dunnett (afl.1) als The Prince Regent (afl.9).

Het personage van Generaal Arthur Wellesley, dat eerst door David Troughton gespeeld werd (afl.1-2), die na de Battle of Talavera benoemd werd tot Lord Wellington, wordt in latere afleveringen (afl.3-7,10-11,14-15) gespeeld door Hugh Fraser.

Lt. Harry Price (Scott Cleverdon) wordt in afl.3 doodgeschoten door Sgt.Hakeswill, maar verschijnt opnieuw bij de slag om Waterloo (afl.14), gespeeld door Nicolas Irons.

Lord Rossendale wordt eerst gespeeld door Alexander Armstrong (afl.9) en later door Alexis Denisof (afl.12-14).

Tony Haggarth  speelt eerst de Franse overloper Pot-au-Feu (afl.4) en later de duistere industrieel Parfitt, the barrow boy (afl.13).

## 95th Rifle Regiment
Sharpe is aan het begin van de serie een sergeant in het "95th Regiment of Rifles". Als hij het leven van Generaal Wellesley (later de hertog Wellington) redt (afl.1), wordt hij bevorderd tot luitenant en krijgt hij een eigen groep soldaten "the Chosen men" onder zich. Sharpe krijgt in afl.3 het bevel over de lichte companie 'light company' van het "South Essex Regiment", waar hij en de "Chosen men" op dat moment aan gedetacheerd zijn. In zijn Chosen men, heeft hij de beschikking over een stel trouwe bondgenoten. Sharpe wordt in elke aflevering bijgestaan door zijn strijdmakker Sgt.Patrick Harper, gespeeld door de Ierse acteur Daragh O'Malley. Daarnaast kan hij steunen op rifleman Daniel Hagman (John Tams), Benjamin Harris (Jason Salkey), Francis Cooper (Michael Mears), Ben Perkins (Lyndon Davies) en Isiah Tongue (Paul Trussell). Later zal Sharpe zijn regiment omdopen tot The Prince of Wales Own Volunteers.
Tijdens de slag om Waterloo dient Sharpe tijdelijk onder de Prins van Oranje ('Silly Billy') als Lieutenant-kolonel in het 5th Belgian Light Dragoons.
De Riflemen schoten met Baker geweren, in tegenstelling tot de gewone soldaten die met een musket schoten.

## Muziek
In de film wordt de muziek meestal gezongen door folkmuzikant John Tams, die ook de rol van Hagman speelt. Het lied dat elke aflevering klinkt, is Over the hills and far away.
Over the hills and far away

Here's forty shillings on the drum for those who volunteer to come,

to 'list and fight the foe today - Over the hills and far away.
Ref.: O'er the hills and o'er the main, through Flanders, Portugal and Spain,

King George commands and we obey - Over the hills and far away.
When duty calls me I must go, to stand and face another foe,

but part of me will always stray - Over the Hills and far away.

Ref.
If I should fall to rise no more, as many comrades did before,

then ask the fifes and drums to play - Over the hills and far away.

Ref.
The fall in lads behind the drum, with colours blazing like the sun,

along the road to come what may - Over the hills and far away.

Ref.

## Liefdadigheid
Tijdens de opnames in India (afl.15-16), werden Sean Bean en Daragh O'Malley getroffen door de armoedige omstandigheden van de straatkinderen. Zij richtten een stichting op: The Sharpe's Children Foundation, met O'Malley als drijvende kracht. Er zijn Sharpe Shelters opgericht, die onderdak en onderwijs bieden. Voor fondswerving wordt de Sharpe's March georganiseerd.

## Trivia
- Scriptschrijver Charles Wood was ook verantwoordelijk voor het script van de Beatles-film Help (1965).
- In de film Patriot games van Phillip Noyce uit 1992 speelden verschillende Sharpe-acteurs al samen: Sean Bean (als Sean Miller), Hugh Fraser (als Watkins), Hugh Ross (als Atkinson) en Martin Cochrane (constable).
- De meeste mannelijke acteurs hebben eerder of later meegewerkt aan detective series als Dalziel & Pascoe, Foyle's War, Midsomer Murders, Dempsey & Makepeace, The Bill, Agatha Christie's Poirot, Ruth Rendell Mysteries.
- Regisseur Tom Clegg heeft in 1999 opnieuw met Sean Bean een speelfilm opgenomen: Bravo Two Zero.
- James Bond vormt ook een verbindende schakel: in 1995 speelde Sean Bean de schurk Alec Trevelyan in de Bondfilm GoldenEye en Daniel Craig (afl. 2) speelt James Bond in Casino royale (2006), Quantum of Solace (2008) en Skyfall (2012).
- Paul Bettany, die de Prins van Oranje speelt, zou later bekend worden als Silas in de film The Da Vinci Code (2006). Zijn Nederlandse legerkapitein (afl.14) wordt gespeeld door de Deen Janek Lesniak.
- Benjamin Soames speelde het personage Ronnie Fish in de film Heavy Weather (1995) naar een boek van P.G. Wodehouse.